# Doc Lounge
Doc Lounge (Kulturföreningen Doc Lounge) är en ideell kulturförening med huvudkontor i Malmö som fokuserar på visning och distribution av dokumentärfilm. Doc Lounge bildades i Malmö 2006 som ett initiativ av dokumentärfilmaren Fredrik Gertten för att skapa en levande mötesplats för dokumentärfilm. Syftet var att visa att dokumentärfilm är en bred genre som kan nå en stor publik. Målet är att visa kvalitetsdokumentärer, det bästa av nyproducerad svensk och internationell dokumentärfilm, lokala premiärer samt musikdokumentärer.  Filmerna visas inte på biografer utan i bar- eller restaurangmiljöer på kulturföreningar i lokaler med soffor, kuddar, levande ljus och cafébord. Efter filmen diskuteras den med en inbjuden gäst, till exempel regissören, som antingen är på plats eller får frågor via länk.

## Dokumentärfilmer
Sedan 2017 arbetar Doc Lounge också med biografdistribution av dokumentärer. De titlar som föreningen distribuerat hittills är:
- Kören - En film om Tensta Gospel Choir | Amanda Pesikan | 2021
- Marisol | Stefan Berg, Amanda Erixon Ekelund | 2021
- Julia&Jag | Nina Hobert | 2021
- House of Cardin | P. David Ebersole, Todd Hughes | 2021
- For Somebody Else | Sven Blume | 2020
- Jozi Gold | Fredrik Gertten, Sylvia Vollenhoven | 2020
- Fat Front | Louise Detlefsen, Louise Unmack Kjeldsen |2020
- PUSH | Fredrik Gertten | 2019
- Exit: Leaving Extremism Behind | Karen Winther | 2019
- Leslie Brinner / Leslie on Fire | Stefan Berg | 2018
- Punk Voyage | Jukka Kärkkäinen, J-P Passi | Finland | 2018

## Doc Lounge Malmö
Doc Lounge Malmö är ett samarbete mellan Folkets Bio Malmö, Film i Skåne, ABF och WG film. Under våren 2009 genomförde Doc Lounge det kollaborative dokumentärfilmsexperimentet City Symphony Malmö 2009 i samarbete med Kulturföreningen Inkonst och forskningsprojekten Malmö Living Lab för Nya Medier och The Malmö Collaborative Cross-Media Project. Filmerna visas i klubb- och koncertlokalen Babel på Spångatan

## Doc Lounge, övriga världen
Konceptet Doc Lounge har spritts till andra länder  och Doc Lounge finns sedan hösten 2009 också i Köpenhamn  i Danmark och sedan 2009 i Stockholm, Lund  , Östersund och Göteborg  i Sverige samt i Helsingfors, Uleåborg och Tammerfors i Finland.
Doc Lounge har även genomfört internationella projekt så som Doc Lounge Caucasus och Doc Lounge Transmedia.